# Gerald Bosch
Gerald Raymond Bosch (Vereeniging, 12 de mayo de 1949) es un ex–jugador sudafricano de rugby que se desempeñaba como apertura.

## Selección nacional
Fue convocado a los Springboks por primera vez en junio de 1974 para jugar ante los British and Irish Lions que se encontraban de gira por el país y jugó su último partido en septiembre de 1976 contra los All Blacks.
Disputó pocos partidos debido a que Sudáfrica se encontraba suspendida por su política del apartheid y luego perdió su lugar con la llegada de Naas Botha. En total jugó nueve partidos y marcó 89 puntos.

## Palmarés
- Campeón de la Currie Cup de 1972.